# Poroina Mare
Poroina Mare é uma comuna romena localizada no distrito de Mehedinţi, na região de Oltênia. A comuna possui uma área de 54.74 km² e sua população era de 1320 habitantes segundo o censo de 2007.